# Давід Тімор
Давід Тімор (ісп. David Timor, нар. 17 жовтня 1989, Каркайшент) — іспанський футболіст, півзахисник клубу «Ельденсе».

## Ігрова кар'єра
Народився 17 жовтня 1989 року в місті Каркайшент. Вихованець футбольної школи клубу «Валенсія». Провівши два сезони, граючи за «Валенсія Месталья» і не зумівши пробитися до основної команди «Валенсії», 2010 року перейшов до «Осасуни».
Згодом грав за «Жирону», «Реал Вальядолід», «Леганес» та «Лас-Пальмас».
2019 року приєднався до команди «Хетафе».